# Philodicus pruthii
Philodicus pruthii là một loài ruồi trong họ Asilidae. Philodicus pruthii được Bromley miêu tả năm 1935. Loài này phân bố ở miền Ấn Độ - Mã Lai.